# 弥剣神社 (柳川市)
弥剣神社（やつるぎじんじゃ）は福岡県柳川市中町に鎮座する神社。
「福岡県の地名」では『弥剣神社』となっているが、「図説立花家記」では『中町八剣神社』と表記されている。かつての別当寺は音楽寺で、神仏分離令により廃寺。

## 由緒
かつては蒲池村にあった祇園宮で、享保12年（1727年）に柳川城下の現在地に移り、音楽寺が別当寺となる。
旧暦2月25日には筑後国柳川藩主の列席の下で能楽奉納五穀豊穣祈願が行われた。
明治時代の神仏分離令により、音楽寺より分離。

## 交通アクセス
- 西鉄天神大牟田線西鉄柳川駅より徒歩